# Хампстед-Хит
Хампстед-Хит (англ. Hampstead Heath, дословно — «Хампстедская пустошь») — лесопарковая зона на севере Лондона, между районами Хампстед и Хайгейт в боро Камден. Эта холмистая местность площадью в 320 га — не только самый обширный парк на территории Большого Лондона, но и одна из самых высоких его точек. Законодательно запрещено вести строительство, загораживающее вид на Лондон, который открывается с Парламентского холма. Помимо этой обзорной площадки, интерес для туристов представляет архитектурно-художественный музей Кенвуд-хаус.
|                                       |  |                                             |  |                           |
| В северной части Хэмпстедской пустоши |  | Вид с Парламентского холма на центр Лондона |  | Скульптура Джанкарло Нери |